# Pimecrolimus
Pimecrolimus là một chất điều hòa miễn dịch thuộc nhóm thuốc ức chế calcineurin được sử dụng trong điều trị viêm da dị ứng (bệnh chàm). Nó có sẵn dưới dạng kem bôi, từng được Novartis bán trên thị trường (tuy nhiên, Galderma đã quảng bá hợp chất ở Canada từ đầu năm 2007) dưới tên thương mại Elidel.

## Sử dụng trong y tế
Nó đã được chứng minh là có hiệu quả trong các bệnh viêm da khác nhau, ví dụ như viêm da tiết bã, lupus ban đỏ da, lichen planus, bạch biến, và bệnh vẩy nến. Tacrolimus và pimecrolimus đều là chất ức chế calcineurin và có chức năng như thuốc ức chế miễn dịch.

## Tác dụng phụ
Xem thêm: Thuốc ức chế miễn dịch trong điều trị viêm da
Vào tháng 1 năm 2006, Cơ quan Quản lý Thực phẩm và Dược phẩm Hoa Kỳ (FDA) tuyên bố rằng bao bì Elidel sẽ được yêu cầu mang theo một cảnh báo hộp đen liên quan đến nguy cơ tăng nguy cơ mắc hạch bạch huyết hoặc ung thư da, như đối với loại thuốc tacrolimus tương tự. Trong khi thực tế hiện nay của các bác sĩ da liễu Vương quốc Anh không coi đây là một mối quan tâm thực sự quan trọng và họ đang ngày càng khuyến nghị sử dụng các loại thuốc mới như vậy.
Điều quan trọng, mặc dù FDA đã phê duyệt cảnh báo hộp đen cập nhật cho tacrolimus và pimecrolimus, báo cáo gần đây của Lực lượng đặc nhiệm Hiệp hội Da liễu Hoa Kỳ phát hiện ra rằng không có bằng chứng nguyên nhân nào cho thấy rằng các chất điều hòa miễn dịch tại chỗ gây ra ung thư da hoặc ung thư da. ứng dụng chuyên đề dài hạn hoặc gián đoạn dài hạn dường như là một cơ chế không thể. Một đánh giá gần đây về bằng chứng đã kết luận rằng giám sát sau khi đưa ra thị trường cho thấy không có bằng chứng nào cho việc ức chế miễn dịch toàn thân này hoặc tăng nguy cơ cho bất kỳ bệnh ác tính nào. Tuy nhiên, các cuộc tranh luận và tranh cãi mạnh mẽ vẫn tiếp tục liên quan đến các chỉ định chính xác của các chất điều hòa miễn dịch và thời gian sử dụng của chúng trong trường hợp không có các thử nghiệm kiểm soát tích cực. Xã hội nghề nghiệp của bác sĩ da liễu và dị ứng, Học viện Da liễu Hoa Kỳ, và Học viện Dị ứng, Hen suyễn và Miễn dịch học Hoa Kỳ, đã phản đối việc đưa vào cảnh báo hộp đen. AAAAI tuyên bố "Không có thông tin nào được cung cấp cho các trường hợp ung thư hạch liên quan đến việc sử dụng pimecrolimus hoặc tacrolimus tại chỗ trong AD chỉ ra hoặc gợi ý mối quan hệ nhân quả." 

## Dược lý
Pimecrolimus là một dẫn xuất ascomycin macro lactam. Nó đã được chứng minh trong ống nghiệm rằng pimecrolimus liên kết với FKBP1A và cũng ức chế calcineurin.    Do đó pimecrolimus ức chế hoạt hóa tế bào T bằng cách ức chế tổng hợp và giải phóng các cytokine từ tế bào T. Pimecrolimus cũng ngăn chặn sự giải phóng các cytokine gây viêm và các chất trung gian từ các tế bào mast. 

Pimecrolimus, như tacrolimus, thuộc nhóm thuốc ức chế miễn dịch macrolactam ascomycin, hoạt động bằng cách ức chế hoạt hóa tế bào T bằng con đường calcineurin và ức chế sự phóng thích của nhiều cytokine gây viêm. Pimecrolimus có chế độ hoạt động tương tự như của tacrolimus nhưng được lựa chọn nhiều hơn, không ảnh hưởng đến các tế bào đuôi gai (Langerhans). Nó có độ thẩm thấu qua da thấp hơn so với steroid tại chỗ hoặc tacrolimus tại chỗ  mặc dù chúng chưa được so sánh với nhau về khả năng thẩm thấu qua niêm mạc. Ngoài ra, trái ngược với steroid tại chỗ, pimecrolimus không tạo ra teo da.